# Montsauche-les-Settons
Montsauche-les-Settons (im örtlichen Dialekt auch: Monsouèsse) ist eine französische Gemeinde mit 497 Einwohnern (Stand: 1. Januar 2022) im  Département Nièvre in der Region Bourgogne-Franche-Comté. Sie gehört zum Arrondissement Château-Chinon (Ville) und zum Kanton Château-Chinon. Die Einwohner werden Montsauchois genannt.

## Geographie
Montsauche-les-Settons liegt etwa 77 Kilometer westsüdwestlich von Dijon im Morvan und an der Cure, die hier zum Lac des Settons aufgestaut wird. Umgeben wird Montsauche-les-Settons von den Nachbargemeinden Dun-les-Places im Norden, Gouloux im Nordosten und Osten, Moux-en-Morvan im Südosten und Süden, Planchez im Süden, Ouroux-en-Morvan im Westen sowie Brassy im Nordwesten.

## Bevölkerungsentwicklung
| Jahr                       | 1962 | 1968 | 1975 | 1982 | 1990 | 1999 | 2006 | 2013 | 2020 |
| -------------------------- | ---- | ---- | ---- | ---- | ---- | ---- | ---- | ---- | ---- |
| Einwohner                  | 917  | 855  | 849  | 746  | 714  | 610  | 559  | 538  | 515  |
| Quellen: Cassini und INSEE |      |      |      |      |      |      |      |      |      |

## Sehenswürdigkeiten
- Kirche Saint-Barthélemy
- Schloss Nataloup aus dem 16. Jahrhundert

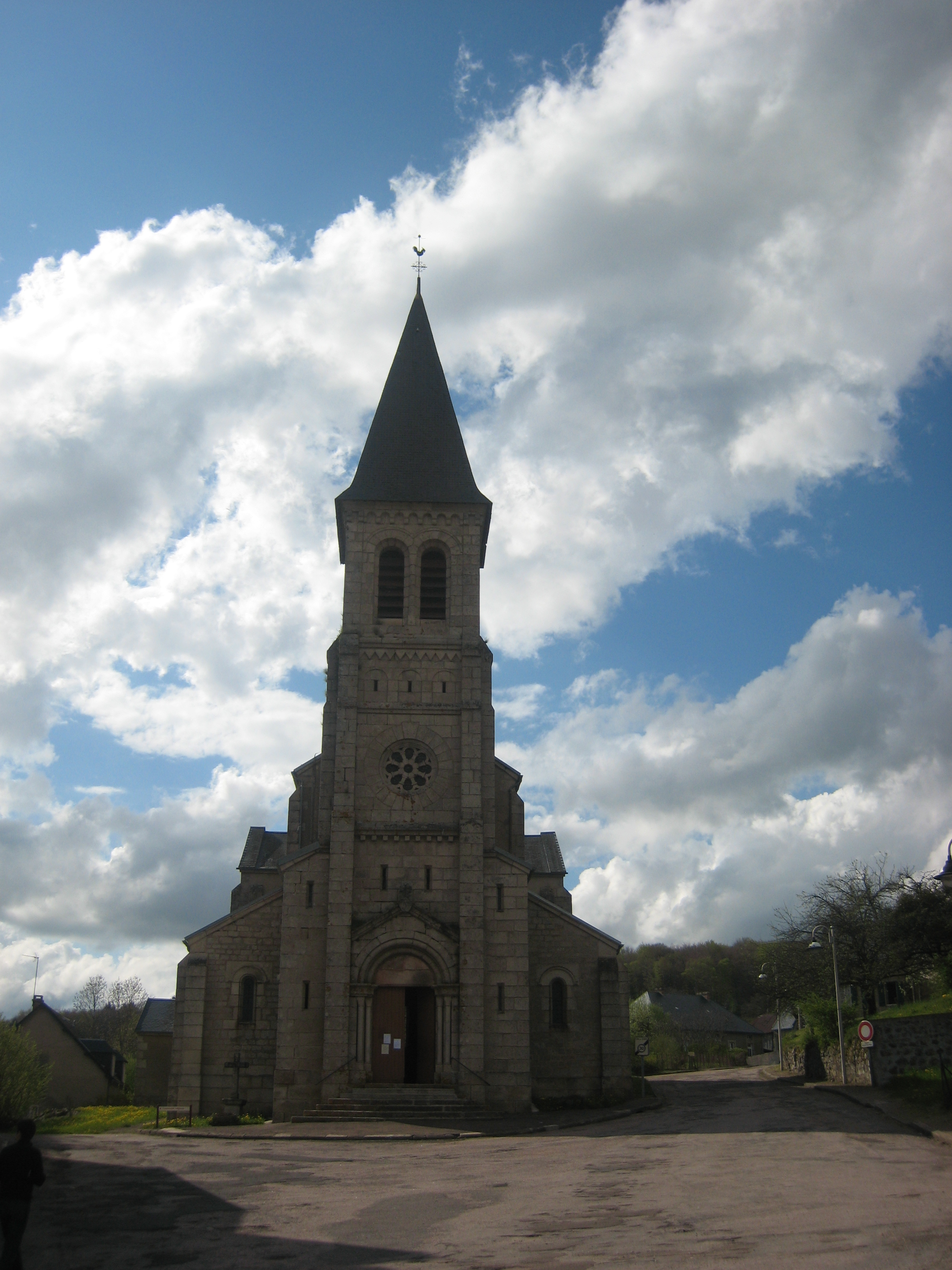
Kirche Saint-Barthélemy
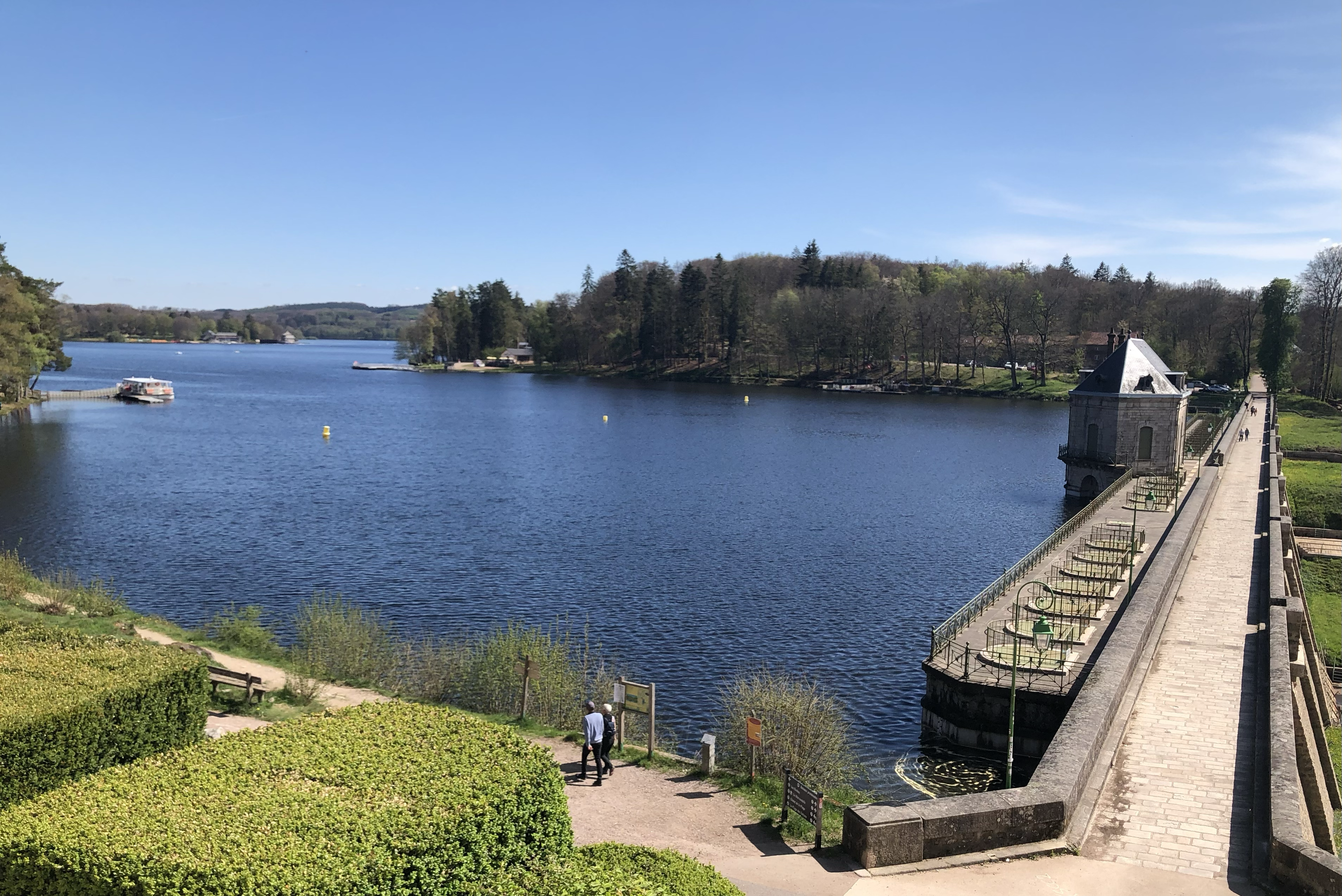
Naherholungsgebiet Lac des Settons

## Persönlichkeiten
- Jean-Martin Charcot (1825–1893), Neurologe